# 豊田政幹
豊田 政幹（とよだ まさもと）は、平安時代中期の武将。名の表記は将基とされることもある。
常陸平氏の一族に連なる、多気致幹の弟にあたる。
21世紀現在の茨城県下妻市宗道の近辺の住人で、赤須四郎を称した。

## 経歴

### 前九年の役
前九年の役さなかの天喜4年（1056年）7月下旬、源頼義が安倍頼時・貞任父子の討伐を決意したとき、政幹は豊田郡の兵を率いて参陣した。阿武隈川の渡河戦では政幹が副将を務め、先陣を切った。
天喜5年（1057年）11月の黄海の戦いで、政幹の豊田兵は寒さと食糧不足に苦しめられ、頼義の本軍ともども敗走したが、源義家の善戦によって挽回した。
康平5年（1062年）9月6日、貞任が陣を構えた衣川の関の攻略においても、副将政幹の豊田兵が先陣であった。
乱の平定後、戦功により豊田郡の領主となった政幹は、豊田城を築いたほか、低湿地帯を開拓して豊田荘を営み、豊田四郎を称した。さらに石毛（石下）にも館を構えたので、石毛荒四郎将基とも呼ばれた。

### 後三年の役
永保3年（1083年）に後三年の役が始まると、恩義のある源義家を支援するため、政幹は豊田兵を率いて長期戦を繰り広げるが、兵糧は豊田の軍夫が運ばねばならなかった。